# Manfred Schneider
Manfred Schneider   (Schwerin, 9 d'octubre de 1941) és un remer alemany, ja retirat, que va competir sota bandera de la República Democràtica Alemanya durant les dècades de 1960 i 1970.
El 1968 va prendre part en els Jocs Olímpics d'Estiu de Ciutat de Mèxic, on fou setè en la prova del vuit amb timoner del programa de rem. Quatre anys més tard, als Jocs de Munic, guanyà la medalla de bronze en la mateixa prova.
En el seu palmarès també destaca una medalla de plata al Campionat d'Europa de rem de 1971. i dos campionats nacionals.